# Linux Professional Institute
Linux Professional Institute (LPI) — некоммерческая организация, предлагающая vendor-независимую сертификацию системных администраторов Linux и Linux-программистов.
Программа сертификации носит название Linux Professional Institute Certification (LPIC). Она подразумевает наличие трех уровней сертификации: Администрирование базового уровня (LPIC-1), Администрирование углубленного уровня (LPIC-2) и Администрирование высокого уровня (LPIC-3).